# ريكي هي
ريكي هي (بالإنجليزية: Ricky He)‏، هو ممثل كندي، ولد في 2 ديسمبر 1995 في فانكوفر، كولومبيا البريطانية.

## روابط خارجية
- ريكي هي على موقع IMDb (الإنجليزية)
- ريكي هي على موقع ميتاكريتيك (الإنجليزية)
- ريكي هي على موقع روتن توميتوز (الإنجليزية)
- ريكي هي على موقع ألو سيني (الفرنسية)
- ريكي هي على موقع ميوزك برينز (الإنجليزية)
- ريكي هي على موقع أول موفي (الإنجليزية)
- ريكي هي على موقع قاعدة بيانات الفيلم (الإنجليزية)
- ريكي هي على موقع كينوبويسك (الروسية)